# Angerton (South Lakeland)
Angerton – civil parish w Anglii, w Kumbrii, w dystrykcie (unitary authority) Westmorland and Furness. W 2001 civil parish liczyła 14 mieszkańców. Leży 74 km na południe od miasta Carlisle i 368 km na północny zachód od Londynu.